# المعطن (الطفيلة)
المعطن منطقة سكنية تقع في لواء قصبة الطفيلة، محافظة الطفيلة في الأردن. تنتمي المنطقة لقضاء الطفيلة الذي يضم 26 منطقة. يقدر عدد سكانها بـ 747 نسمة حسب إحصاء 2015.

## الوصلات الخارجية
- دائرة الاحصاءات العامة